# Зуньково
Зуньково — деревня в Краснинском районе Смоленской области России. Входит в состав Малеевского сельского поселения. Население — 1 житель (2007 год). 
Расположена в западной части области в 4 км к юго-востоку от посёлка городского типа Красного, в 6 км южнее автодороги Р135 (Смоленск - Красный - Гусино), на берегу реки Лосвина. В 22 км северо-западнее деревни расположена железнодорожная станция Гусино на линии Москва — Минск. 

## История
В годы Великой Отечественной войны деревня была оккупирована гитлеровскими войсками в июле 1941 года, освобождена в сентябре 1943 года.
В конце 80-х - начале 90-х население деревни быстро уменьшилось: по каким-то причинам все жители наиболее заселённого левого берега реки Лосвина покинули свои дома (остались лишь полуразрушенные дома и магазин). К деревне с правого берега вела грунтовая дорога с очень крутым спуском к реке Лосвина; переправляться на левый берег можно было через брод даже на легковом автомобиле. В деревне остались около двух-трёх дворов на правом берегу. Последняя жительница на протяжении нескольких лет проживала одна во всей деревни, но летом 2011 года (а возможно и ранее) в деревне никого проживающего постоянно не осталось; деревня была полностью обесточена.